# Bismack Biyombo
Bismack Biyombo Sumba (Lubumbashi, 28 de agosto de 1992) es un jugador de baloncesto congoleño que pertenece a la plantilla de los San Antonio Spurs de la NBA. Con 2,03 metros de altura, juega en la posición de ala-pívot y pívot. Le eligieron en el puesto 7 del Draft de la NBA de 2011 los Sacramento Kings pero traspasaron sus derechos a Charlotte Bobcats.

## Trayectoria deportiva

### Primeros años
Fue descubierto por exseleccionador de Angola y Jordania Mario Palma, cuando Biyombo tenía 16 años y se encontraba jugando en Yemen.  Palma conectó a Biyombo con España a través del agente de jugadores Igor Crespo y en junio de 2009 se marchó a Vitoria para entrenarse con Pepe Laso y el exjugador Richi González. Ferrán López, director deportivo del Baloncesto Fuenlabrada, fue a ver uno de esos entrenamientos e hizo una oferta por el jugador, incorporando al jugador en las categorías inferiores del club madrileño
Durante la temporada 2010-2011 juega en el Illescas, equipo vinculado al Baloncesto Fuenlabrada, con varias grandes actuaciones. Un 14-14, un 17-13 y, en especial, un 28-10 contra CB El Prat, con 35 puntos de valoración. En enero de 2011 es requerido por el Baloncesto Fuenlabrada para suplir la baja de Esteban Batista. A pesar de tener solo 18 años, destaca, sobre todo en el aspecto defensivo, consiguiendo 32 tapones en 14 encuentros, con un promedio de 2,3 por partido. A falta de pocas jornadas para terminar la liga regular, el jugador se acoge a una cláusula de su contrato, en la que le permiten jugar la  Nike Hoop Summit, partido organizado por Nike en Portland, en el que juegan los mejores jugadores de 18 años de Estados Unidos y el resto del mundo. A pesar de las reticiencias y amenazas del Fuenlabrada, el jugador marcha a Portland y realiza un gran partido, haciendo un impresionante triple-doble.
Tras el Nike Hoop Summit, el jugador no regresa a la disciplina del club y pide que se rescinda su contrato por impagos, pero el club no está de acuerdo y pretende que pague su cláusula de 1.000.000€ si quiere abandonar el club, demandando Biyombo al club madrileño. Los tribunales desestimaron la demanda y, finalmente, el club y el jugador llegaron a un acuerdo extrajudicial por el cual se pagó la cláusula al completo.

### NBA

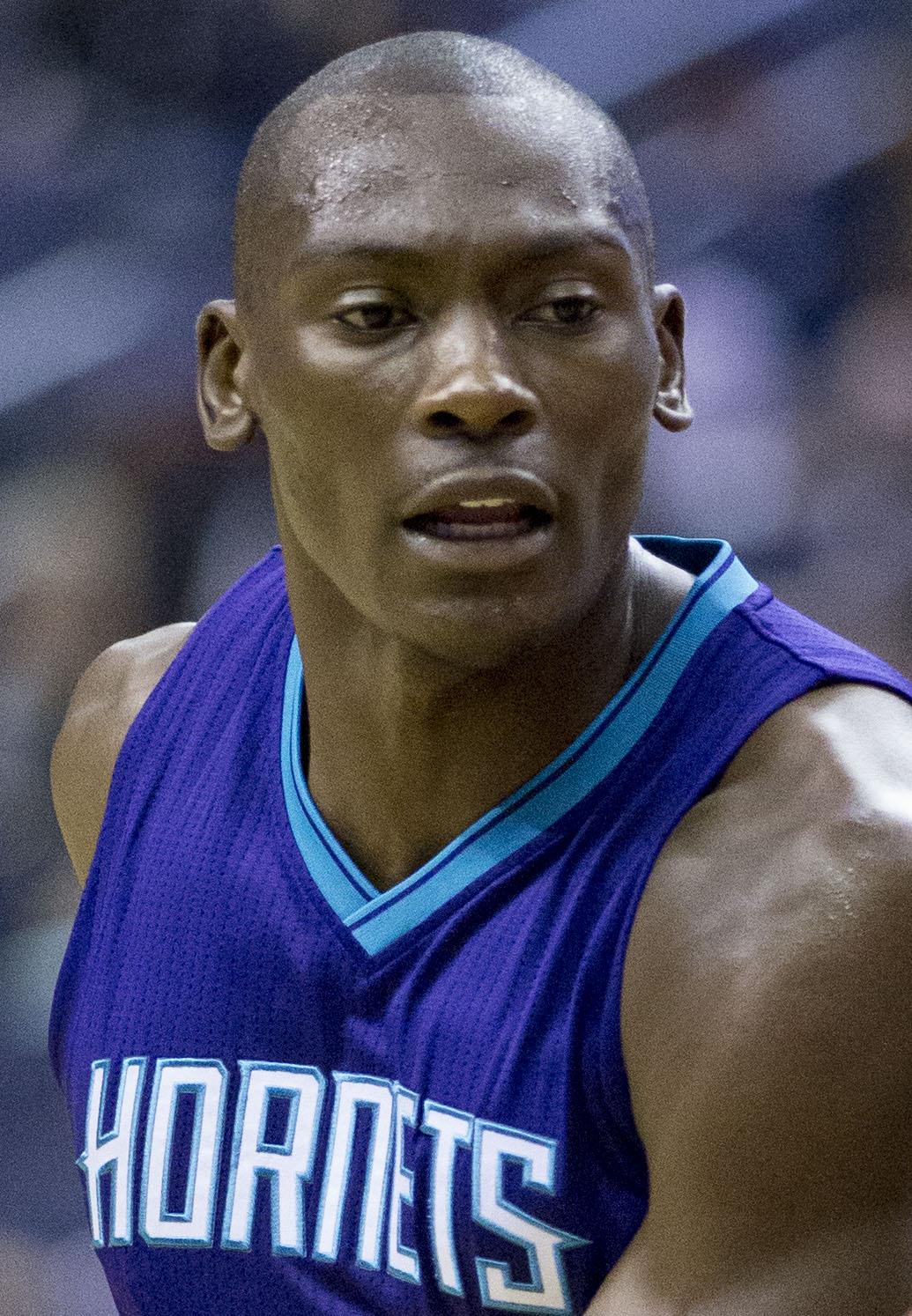
Biyombo con los Hornets en 2014.

Fue elegido en 7ª posición en el Draft de la NBA de 2011 por Sacramento Kings y traspasado inmediatamente a Charlotte Bobcats.
Tras cuatro temporadas en Charlotte, en la que no pudo asentarse como pívot titular, el 30 de junio de 2015, los Hornets decidieron no hacerle una oferta de renovación, por lo que se convirtió en agente libre.
El 18 de julio de 2015, Biyombo firma un contrato de 2 años y $5,7 millones con Toronto Raptors. El 17 de marzo de 2016, en la victoria ante Indiana Pacers, establece un nuevo récord en la franquicia canadiense, al capturar 25 rebotes, superando así los 24 de Donyell Marshall en 2004.
Al término de su primera temporada en Toronto, el 7 de junio de 2016, rechazó su opción de jugador y se convirtió en agente libre. Un mes más tarde, el 7 de julio, firma un contrato de cuatro años y $72 millones con Orlando Magic.
Tras dos años en Orlando, el 7 de julio de 2018, es traspasado de nuevo a Charlotte Hornets en un intercambio entre tres equipos.
Después de tres temporadas en Charlotte, se convierte en agente libre de cara a la temporada 2021-22. El 1 de enero de 2022, firma un contrato de 10 días con Phoenix Suns. Renovando el 6 de enero, hasta final de temporada. El 3 de julio renueva por otra temporada más con los Suns.
El 28 de octubre de 2023 firma por Memphis Grizzlies tras la grave lesión de Steven Adams, la cual les permite fichar mediante una exención tras el quinto partido de la suspensión de Ja Morant. Fue despedido el 10 de enero de 2024. Un mes después, el 10 de febrero, firmó hasta final de temporada con los Oklahoma City Thunder.
El 9 de febrero de 2025 firma un contrato de 10 días con San Antonio Spurs, el 21 de febrero un segundo contrato de 10 días, y el 3 de marzo firma con los Spurs hasta final de temporada.

## Estadísticas de su carrera en la NBA

### Temporada regular
| Año     | Equipo        | PJ  | PT  | MPP  | %TC  | %3P  | %TL  | RPP | APP | ROB | TPP | PPP |
| ------- | ------------- | --- | --- | ---- | ---- | ---- | ---- | --- | --- | --- | --- | --- |
| 2011-12 | Charlotte     | 63  | 41  | 23.1 | .464 | —    | .483 | 5.8 | .4  | .3  | 1.8 | 5.2 |
| 2012-13 | Charlotte     | 80  | 65  | 27.3 | .451 | —    | .521 | 7.3 | .4  | .4  | 1.8 | 4.8 |
| 2013-14 | Charlotte     | 77  | 9   | 13.9 | .611 | —    | .517 | 4.8 | .1  | .1  | 1.1 | 2.9 |
| 2014-15 | Charlotte     | 64  | 21  | 19.4 | .543 | —    | .583 | 6.4 | .3  | .3  | 1.5 | 4.8 |
| 2015-16 | Toronto       | 82  | 22  | 22.0 | .542 | .000 | .628 | 8.0 | .4  | .2  | 1.6 | 5.5 |
| 2016-17 | Orlando       | 81  | 27  | 22.1 | .526 | —    | .534 | 7.0 | .9  | .3  | 1.1 | 6.0 |
| 2017-18 | Orlando       | 82  | 25  | 18.2 | .520 | .000 | .534 | 5.7 | .8  | .3  | 1.2 | 5.7 |
| 2018-19 | Charlotte     | 54  | 32  | 14.5 | .571 | —    | .637 | 4.6 | .6  | .2  | .8  | 4.4 |
| 2019-20 | Charlotte     | 53  | 29  | 19.4 | .543 | —    | .603 | 5.8 | .9  | .2  | .9  | 7.4 |
| 2020-21 | Charlotte     | 66  | 36  | 20.4 | .587 | .000 | .448 | 5.3 | 1.2 | .3  | 1.1 | 5.0 |
| 2021-22 | Phoenix       | 36  | 3   | 14.1 | .593 | —    | .535 | 4.6 | .6  | .3  | .7  | 5.8 |
| 2022-23 | Phoenix       | 61  | 14  | 14.3 | .578 | —    | .357 | 4.3 | .9  | .3  | 1.4 | 4.3 |
| 2023-24 | Memphis       | 30  | 27  | 23.9 | .563 | —    | .478 | 6.4 | 1.7 | .3  | 1.1 | 5.2 |
| 2023-24 | Oklahoma City | 10  | 0   | 7.3  | .583 | —    | .500 | 1.8 | .2  | .1  | .3  | 1.8 |
| 2024-25 | San Antonio   | 28  | 26  | 18.9 | .588 | —    | .400 | 5.6 | 1.1 | .6  | .8  | 5.1 |
| Total   | Total         | 867 | 377 | 19.5 | .537 | .000 | .551 | 5.9 | .7  | .3  | 1.3 | 5.1 |

### Playoffs
| Año   | Equipo    | PJ | PT | MPP  | %TC  | %3P | %TL  | RPP | APP | ROB | TPP | PPP |
| ----- | --------- | -- | -- | ---- | ---- | --- | ---- | --- | --- | --- | --- | --- |
| 2014  | Charlotte | 3  | 1  | 16.0 | .600 | —   | .333 | 3.7 | .3  | .0  | .7  | 2.7 |
| 2016  | Toronto   | 20 | 10 | 25.3 | .580 | —   | .597 | 9.4 | .4  | .4  | 1.4 | 6.2 |
| 2022  | Phoenix   | 9  | 0  | 9.5  | .647 | —   | .500 | 2.1 | .6  | .1  | .2  | 2.8 |
| 2023  | Phoenix   | 8  | 0  | 9.8  | .563 | —   | .500 | 3.4 | .8  | .0  | 1.3 | 3.4 |
| Total | Total     | 40 | 11 | 18.0 | .589 | —   | .559 | 6.1 | .5  | .2  | 1.0 | 4.6 |